# Dietlinde Turban
Dietlinde Turban (Reutlingen, 27 augustus 1957) is een Duitse actrice. Zij was sinds 1986 getrouwd met de op 13 juli 2014 overleden Amerikaanse dirigent Lorin Maazel. 

## Leven en werk
Turban studeerde viool, dans en zang in München.
Ze speelde onder meer in toneelstukken van Goethe en Lessing, maar ook Desdemona in Shakespeares Othello. Op televisie heeft ze rollen gehad in Das Traumschiff en Derrick. Voor haar rol als Euridice in L'Orfeo ontving ze in 1982 de "Hersfeld-Preis". 
In 1983 ontving zij als "Beste actrice van het Jaar" de Bambi. Ze leerde bij de uitreiking Maazel kennen, die ook een Bambi won. In 1989 speelde ze nog in de film Schloß Königswald en in de Franse tv-productie L'ingénieur aimait trop les chiffres. Daarna onderbrak ze haar carrière voor vijftien jaar in verband met het moederschap.
In 1996 was zij medeoprichtster van de privéschool "Hearthstone School" in Sperryville in Virginia, gebaseerd op de antroposofie van Rudolf Steiner. Ze is tevens vicepresident van de Châteauville Foundation en beheert daar onder andere een eigen theater.
Vanaf 2003 was ze weer op televisie te zien, onder meer in SOKO 5113, Die kalte Heimat en Der Thronfolger met Maria Schell. Verder geeft ze voordrachten met teksten van Andersen, Fontane, Heine, Kafka, Rilke, Schiller en Thomas Mann. Ze wordt dan meestal muzikaal bijgestaan door haar broer Ingolf Turban op viool. Het echtpaar Maazel-Turban richtte in 2009 het jaarlijkse Castletown Festival in Virginia op.
Turban en Maazel hebben twee zoons en een dochter. Zij woont afwisselend in Virginia, München, Monaco en New York.

## Filmografie (selectie)

### Bioscoop
- 1978: L’Orfeo
- 1979: Bloodline
- 1983: Sol nad zlato
- 1988: Die letzte Geschichte von Schloß Königswald

### Televisie
- 1978: Derrick - Abendfrieden (televisieserie, aflevering 42)
- 1978: Derrick - Abitur (televisieserie, aflevering 52)
- 1979: Ihr 106. Geburtstag
- 1980–1982: St. Pauli-Landungsbrücken (televisieserie)
- 1980: Der Thronfolger
- 1980: Kabale und Liebe
- 1980: Die Undankbare
- 1981: Überfall in Glasgow
- 1982: Das Traumschiff - Grenada (televisieserie, aflevering 5)
- 1982: Klein Zaches, genannt Zinnober
- 1982: Stella
- 1982: Mozart (televisie-miniserie)
- 1982: Frau Jenny Treibel
- 1982: Derrick - Das Alibi (televisieserie, aflevering 95)
- 1983: Liebe hat ihre Zeit
- 1985: Mussolini and I
- 1985: Derrick - Die Tänzerin (televisieserie, aflevering 134)
- 1986: Tödliche Liebe
- 1986: Mord am Pool
- 1986: Rette mich, wer kann (televisieserie; 6 afleveringen) als Clarissa
- 1989: L’ingénieur aimait trop les chiffres
- 2003: SOKO 5113 - Die Stimme (televisieserie, Folge 23×03)